# 비면허무선기기지원센터
비면허무선기기지원센터(Short Range Device Center)는 전파법 제9조의3에 의해 설치된 과학기술정보통신부 사업 수행기관으로 정부의 주파수분배 변경으로 인하여 더 이상 이용할 수 없게 되는 비면허 무선기기 이용자 지원을 위하여, 전문 인력과 시설을 갖추어 한국전파진흥협회 내에 설치되었다. 현재 서울특별시 마포구 누리꿈스퀘어에 위치하고 있다.

## 설립 근거
- 비면허무선기기지원센터는 전파법 제9조의3[1]에 근거하여 주파수분배 변경에 따른 이용자 지원을 위해 설치되었다.

## 연혁
- 2013년 11월 1일   한국전파진흥협회 내 비면허무선기기지원센터 설치
- 2013년 12월 3일   비면허무선기기지원센터 개소
- 2014년 3월-12월   비면허무선기기 이용실태조사 실시
- 2014년 12월 4일   센터 관련법 제/개정 시행
- 2015년 11-12월      700㎒ 대역 무선마이크 채널정비지원 시범사업 추진
- 2015년 12월말       700㎒ 대역 무선마이크 전국 이용규모 추정 및 대역정비 방안 마련
- 2016년 1월~         700㎒ 대역 무선마이크 채널정비 지원사업 추진
- 2016년 10월~        비면허무선기기지원센터 근무지 확장 이전(서울시 마포구 누리꿈스퀘어)
- 2020년 5월~        한국방송통신전파진흥원 비면허무선기기지원센터 지정

## 주요 업무
- 비면허 무선기기 이용자 지원 및 보호
  - 700㎒ 대역 무선마이크 이용실태조사, 채널조정 지원, 폐기처리 지원, 실외측정 시스템 구축․활용, 산업체 보상판매 안내 및 맞춤형 이용자 홍보 등 추진
  - 900㎒ 대역 무선전화기 이용실태조사 및 이용자 홍보 등 추진

- 비면허 무선기기 이용정책, 연구개발, 기술지원, 정책홍보 및 산업활성화
  - 향후 추가로 발생할 수 있는 주파수분배 변경에 따른 이용자 지원에 관한 정책 제안

- 다양한 비면허 무선기기 이용자의 불편 해소를 위한 민원콜센터(☏080-700-9009, 수신자 부담) 상시 운영

## 조직

### 비면허무선기기지원센터장
- 채널정비팀
- 실태조사팀
- 실외측정팀